# ورزشگاه اوروبورخ
ورزشگاه اوروبورخ (هلندی: Euroborg) یک ورزشگاه فوتبال در شهر خرونینگن، هلند است. این ورزشگاه که در سال ۲۰۰۶ تأسیس شده ۲۲٬۵۲۵ نفر ظرفیت دارد و ورزشگاه خانگی باشگاه فوتبال خرونینگن محسوب می‌شود.

## نگارخانه

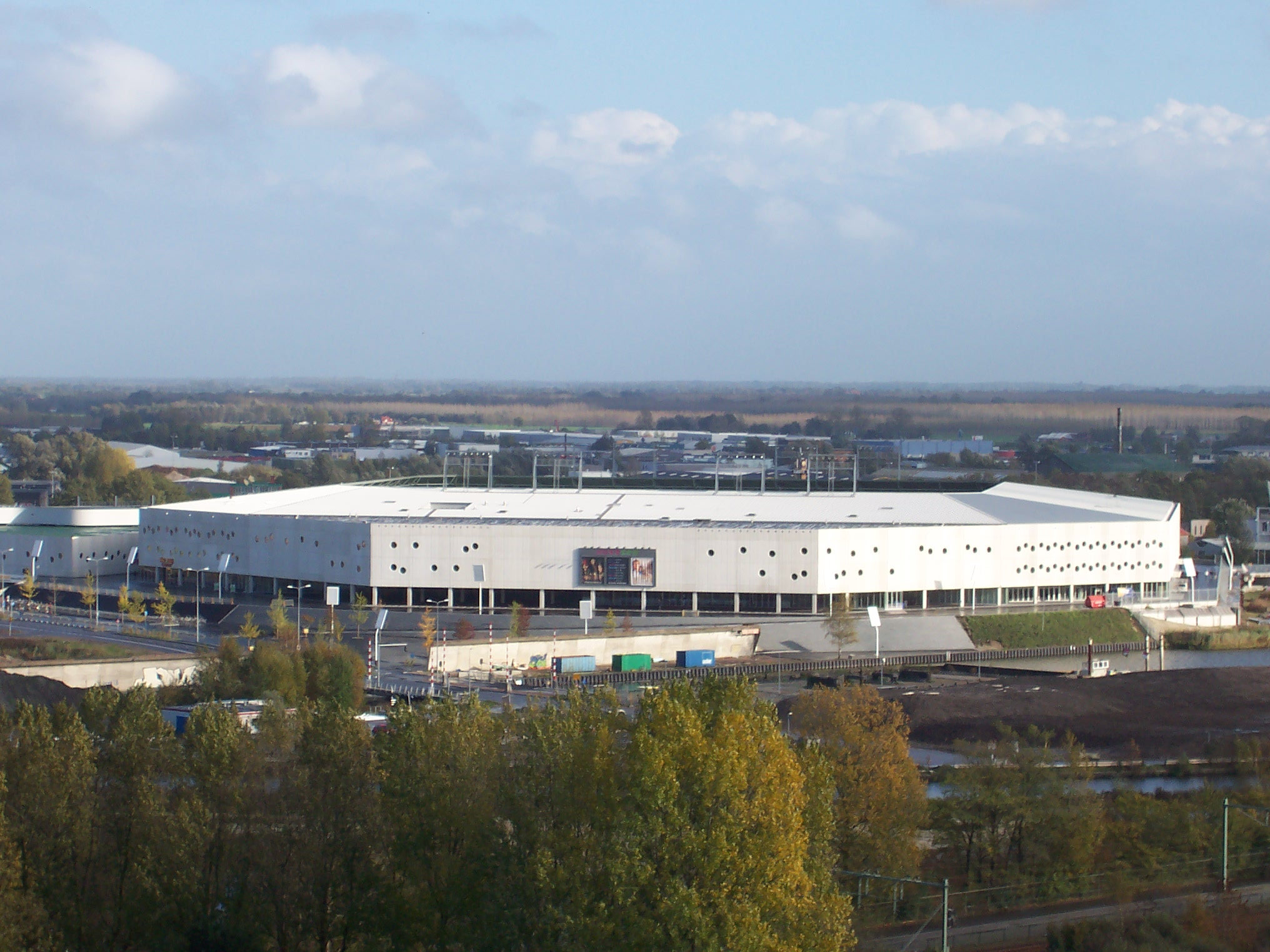
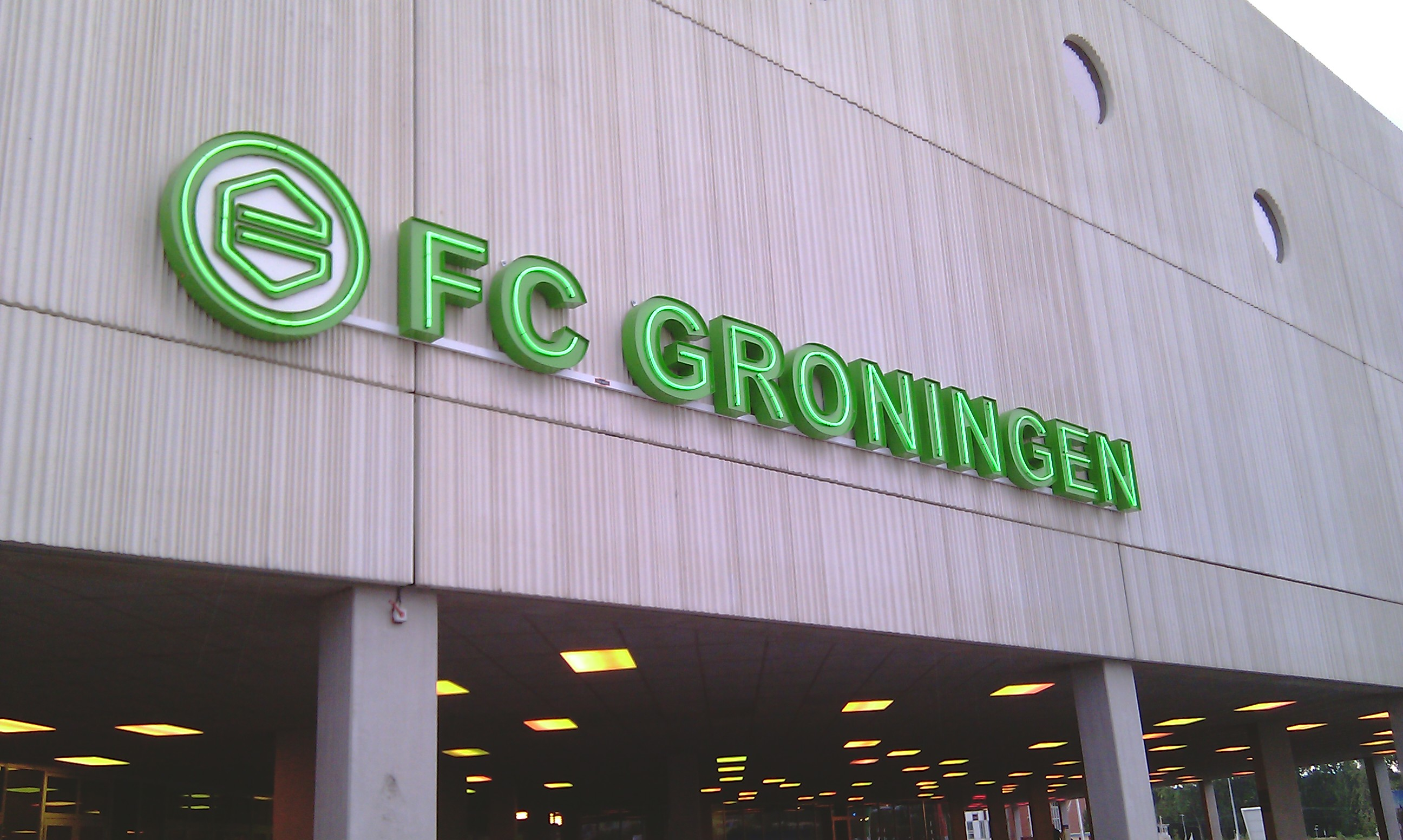
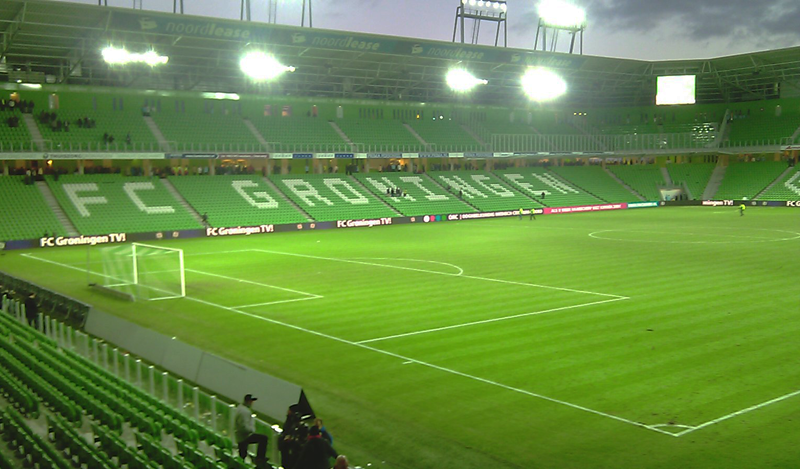
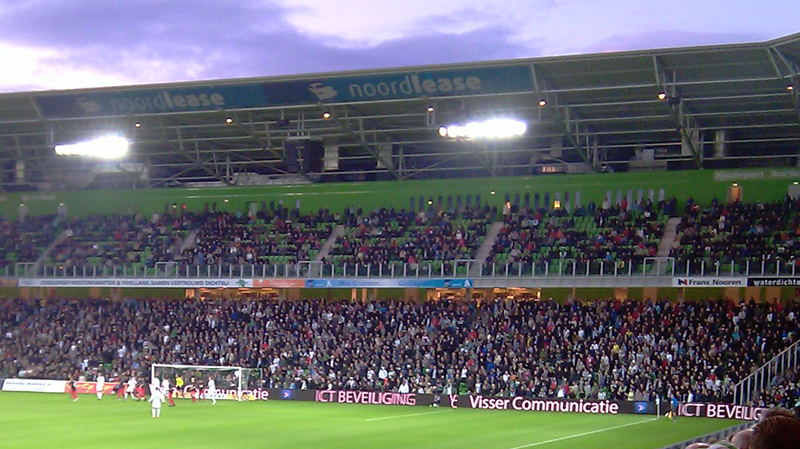